# 北华美术专科学校
北华美术专科学校，1931年由作家张恨水创办，自任校长，兼国文教员。校董刘半农。常务负责人是张恨水四弟张牧野。校址在北平东四十一条21号，此处原是清末权贵裕禄府邸。1937年因抗日战争全面爆发停办。
曾任该校教员的有画家齐白石、王梦白、李苦禅、王雪涛等。该校著名校友有画家张仃、徐枯石、陈寿荣、张启仁，导演凌子风，演员蓝马、李景波等。